# 邱书芳
邱书芳（1935年—），女，山东济南人，中国舞蹈演员、编导，曾任中国舞蹈家协会理事。